# Yuri Kawamura
Yuri Kawamura (født 17. maj 1989) er en japansk fodboldspiller. Hun har tidligere spillet for Japans kvindefodboldlandshold.

## Japans fodboldlandshold
| Japans landshold | Japans landshold | Japans landshold |
| År               | Kmp              | Mål              |
| ---------------- | ---------------- | ---------------- |
| 2010             | 2                | 0                |
| 2011             | 0                | 0                |
| 2012             | 0                | 0                |
| 2013             | 2                | 0                |
| 2014             | 7                | 1                |
| 2015             | 10               | 1                |
| 2016             | 8                | 0                |
| 2017             | 3                | 0                |
| Total            | 32               | 2                |